# Almanach (album de Malicorne)
 (février 2014).
Si vous disposez d'ouvrages ou d'articles de référence ou si vous connaissez des sites web de qualité traitant du thème abordé ici, merci de compléter l'article en donnant les références utiles à sa vérifiabilité et en les liant à la section « Notes et références ».
Pour l’article homonyme, voir Almanach.
Albums de Malicorne
Malicorne 2
(1975) Malicorne 4
(1976)
Almanach est le troisième album studio du groupe folk français Malicorne, sorti en 1976 (et le premier qui ne soit pas éponyme).

## Historique
Almanach se présente comme un album-concept déclinant en douze titres traditionnels (onze chants et un instrumental) les "pratiques magiques qui sont en rapport direct avec les douze mois de l'année", comme l'explique Gabriel Yacoub sur la pochette de l'album.
Tous les titres sont des traditionnels originaires de diverses régions de France mais aussi du Québec. Les arrangements sont faits par le groupe. Cet album mélange chansons accompagnés d'instruments, chansons a cappella et un instrumental. Certains titres font moins d'une minute.
La réédition CD de l'album se clôt par une chanson bonus ne rentrant pas dans le principe de l'almanach (et brisant ainsi l'harmonie des douze pistes et des douze mois) : La Fiancée du timbalier, dont le texte est tiré des "Odes et Ballades" de Victor Hugo. Cette chanson bonus en CD est en fait une reprise de Malicorne 4, l'album suivant du groupe.
Almanach décroche son premier Disque d'or en novembre 1977 pour 100 000 exemplaires vendus.
Almanach offre à Malicorne son second Disque d'or. L'album sera même 3 fois Disque d'Or et recevra le Grand Prix de l'Académie du Disque Français.
Il reste le plus connu et le plus vendu du groupe avec plus de 500 000 exemplaires écoulés à ce jour dans le monde.

## Liste des titres
Source:
| No  | Titre                                 | Notes | Durée |
| --- | ------------------------------------- | --- | ----- |
| 1.  | Salut à la compagnie (La part à Dieu) | Chanson de quête pour l'épiphanie en Orléanais; figure aussi sur l'album Vox | 0.57  |
| 2.  | Quand j'étais chez mon père           | Pays de l'ouest | 3.43  |
| 3.  | Margot                                | Dédié à Claude Seignolle; figure aussi sur l'album Vox | 0.57  |
| 4.  | Les Tristes Noces                     | Combinaison de deux versions, l'une de Franche-Comté, l'autre du Québec; figure aussi sur Quintessence                                                                             | 7.44  |
| 5.  | Voici venir le joli mai               | Chanson de quête bourguignonne; figure aussi sur l'album Vox | 0.26  |
| 6.  | Voici la Saint-Jean (Ronde)           | | 3.12  |
| 7.  | Le Luneux                             | Le texte a été retrouvé en Bas-Poitou, la mélodie, amour et mantille, vient du Berry                                                                                               | 5.05  |
| 8.  | Branle de la haie                     | Tiré de l'Orchésographie, méthode et théorie en forme de discours et tablature pour apprendre à danser, battre le tambour, par Thoinot Arbeau, 1589; figure aussi sur Quintessence | 2.07  |
| 9.  | Quand je menai mes chevaux boire      | Haute-Normandie | 4.38  |
| 10. | La Fille au cresson                   | Ronde | 3.38  |
| 11. | L'Écolier assassin                    | Québec, Nivernais; figure aussi sur En public et Légende, deuxième époque | 8.37  |
| 12. | Noël est arrivé                       | Provence | 2.02  |
| 13. | La Fiancée du timbalier               | Texte tiré des Odes et Ballades de Victor Hugo; titre bonus sur la réédition CD (provenant de l'album suivant, Malicorne 4)                                                        | 5.45  |

## Personnel

### Malicorne
- Gabriel Yacoub : guitares acoustique et électrique, mandoline, chant
- Marie Yacoub : dulcimer, bouzouki, vielle à roue, épinette des Vosges, chant
- Laurent Vercambre : violon, violoncelle, claviers, mandoline, Chant
- Hughes de Courson : basse, cromorne, flûte à bec, percussions, chant

### Invités
- Le groupe La Bamboche sur Les Tristes Noces